# Cats: Những chú mèo
Cats: Những chú mèo (tên gốc tiếng Anh: Cats) là một bộ phim nhạc kịch giả tưởng năm 2019 dựa trên vở nhạc kịch cùng tên năm 1981 của Andrew Lloyd Webber, dựa trên tuyển tập thơ Old Possum's Book of Practical Cats (1939) của T. S. Eliot. Đây là bộ phim nhạc kịch thứ hai của đạo diễn Tom Hooper, sau Những người khốn khổ (2012). Phim do Lee Hall và Hooper đồng viết kịch bản với sự góp mặt của dàn diễn viên gồm James Corden, Judi Dench, Jason Derulo, Idris Elba, Jennifer Hudson, Ian McKellen, Taylor Swift, Rebel Wilson và Francesca Hayward.
Cats: Những chú mèo đã được phát hành rạp ở Vương quốc Anh và Hoa Kỳ vào ngày 20 tháng 12 năm 2019 bởi Universal Pictures. Tại Việt Nam, tác phẩm được khởi chiếu từ ngày 24 tháng 12 năm 2019. Bộ phim đã nhận được những đánh giá tiêu cực từ giới chuyên môn, chủ yếu chỉ trích hiệu ứng kỹ xảo, phần dựng phim, diễn xuất, cốt truyện và kịch bản, với nhiều người gọi đây là một trong những bộ phim tệ nhất năm 2019. Tuy nhiên, một số nhà phê bình lại khen ngợi nhạc phim, diễn xuất của Swift cùng bài hát "Beautiful Ghosts" do cô trình bày, cũng như phần thể hiện nhạc phẩm "Memory" của Hudson. Bộ phim là một bom xịt phòng vé, thu về 75 triệu USD trong khi kinh phí sản xuất của phim là 100 triệu USD, ước tính đã khiến Universal Pictures lỗ tới hơn 114 triệu USD.

## Nội dung
Victoria, một cô mèo trắng trẻ, bị ném ra khỏi xe hơi trên đường phố London vào giữa đêm. Những con mèo trong hẻm chứng kiến điều này và tự giới thiệu bầy của mình là "Jellicles". Chú mèo ảo thuật hiền lành Mr. Mistoffelees và chú Munkustrap trung thành, và hai nữ hoàng, cô mèo Cassandra và Demeter, đã cho Victoria thấy thế giới của bầy mèo Jellicles khi chúng chuẩn bị cho Jellicle Ball, một buổi lễ hàng năm nơi các chú mèo giao đấu để lựa chọn để đi đến Tầng Heaviside và sống một cuộc sống mới.
Các đối thủ cạnh tranh của Jellicle Ball được giới thiệu và hát về chính họ: các nhân vật bao gồm Jennyanydots, một cô mèo mướp yêu thích chuột và gián; Rum Tum Tugger, một chú mèo hay tán tỉnh; Bustopher Jones, một con mèo tư sản luôn khoe khoang về cân nặng của mình; Skimbleshanks, một con mèo thích nhảy múa và giám sát đoàn tàu; Gus, một chú mèo sân khấu lớn tuổi đã đóng một số vai diễn nổi tiếng nhất trong lịch sử; và Macavity, một tên tội phạm khét tiếng. Macavity bắt cóc các thí sinh khác để hắn có thể nghiễm nhiên trở thành một Lựa chọn Jellicle.

## Diễn viên
- Francesca Hayward vai Victoria the White Cat[5]
- Judi Dench vai Old Deuteronomy[6]
- Idris Elba vai Macavity the Mystery Cat[7]
- Jennifer Hudson vai Grizabella the Glamour Cat[8]
- Laurie Davidson vai Mr. Mistoffelees[9]
- Robbie Fairchild vai Munkustrap[10]
- Rebel Wilson vai Jennyanydots the Gumbie Cat[11]
- James Corden vai Bustopher Jones[12]
- Jason Derulo vai Rum Tum Tugger[13]
- Ian McKellen vai Gus "Asparagus" the Theatre Cat[14]
- Taylor Swift vai Bombalurina[15]
- Steven McRae vai Skimbleshanks[16]
- Danny Collins vai Mungojerrie
- Naoimh Morgan vai Rumpleteazer[17]
- Ray Winstone vai Growltiger
- Mette Towley vai Cassandra[18]
- Daniela Norman vai Demeter[19]
- Les Twins vai Plato và Socrates[20]
- Jaih Betote vai Coricopat[21]
- Jonadette Carpio vai Jemima[22]
- Bluey Robinson vai Alonzo[23]
- Freya Rowley vai Jellylorum
- Ida Saki vai Electra
- Zizi Strallen vai Tantomile[24]
- Eric Underwood vai Admetus[25]
- Cory English vai Maître D'

## Sản xuất

### Phát triển
Một bộ phim hoạt hình chuyển thể dựa trên vở nhạc kịch được hãng Amblimation lên kế hoạch từ những năm 1990, nhưng đã bị hủy bỏ do hãng phim đóng cửa. Tháng 12 năm 2013, Andrew Lloyd Webber, nhà sáng tạo và soạn nhạc của vở nhạc kịch sân khấu Cats, đưa ra ẩn ý rằng hãng Universal Pictures, vốn đã mua bản quyền điện ảnh của Cats từ nhiều năm trước, đang đưa dự án vào khâu phát triển. Vào tháng 2 năm 2016, có nguồn tin cho biết Tom Hooper đang đàm phán cho vai trò đạo diễn của phim, đồng thời các nữ diễn viên cũng đang được cân nhắc cho vai diễn chính, trong đó có Suki Waterhouse. Vào tháng 5 năm 2016, Hooper được xác nhận sẽ đảm nhiệm vai trò đạo diễn của phim.
Tháng 1 năm 2018, Hooper và hãng Working Title Films chính thức bắt đầu quá trình tuyển vai cho dự án, đồng thời xem xét khía cạnh kỹ thuật xem tác phẩm sẽ hoàn toàn là người thật đóng hay sẽ sử dụng công nghệ mô phỏng hình ảnh bằng máy tính. Lloyd Webber cũng cho biết anh sẽ viết một bài hát mới cho phần phim chuyển thể. Ngày 24 tháng 10 năm 2019, các nguồn tin xác nhận bài hát mới sẽ có tựa đề "Beautiful Ghosts", do Lloyd Webber và Taylor Swift sáng tác. Bài hát do Francesca Hayward trình bày, sau đó được hát lại bởi Judi Dench, với một phiên bản riêng cho phần end-credits do Swift thể hiện. Phiên bản do Swift hát được phát hành vào ngày 15 tháng 11 năm 2019.

### Quay phim
Quá trình quay phim chính bắt đầu vào ngày 12 tháng 12 năm 2018 và kết thúc vào ngày 2 tháng 4 năm 2019. Swift cho biết dàn diễn viên đã theo học một "lớp học về mèo", trong đó "Chúng tôi thực sự đã bò hàng giờ đồng hồ trên sàn nhà và rít lên với nhau. Chúng tôi đã tìm hiểu về bản năng của loài mèo, cách chúng tự bế nhau và xử lý thông tin, cách chúng nhìn thế giới và di chuyển. "

### Hậu kỳ
Cats: Những chú mèo sử dụng các hiệu ứng hình ảnh mở rộng xuyên suốt để chuyển đổi các diễn viên người thật thành phiên bản mèo hoạt hình máy tính. Trong quá trình sản xuất, Hooper đã thử nghiệm việc sử dụng bộ phận thân thể giả để tạo ra diện mạo hình mèo cho dàn diễn viên do chi phí thực hiện hiệu ứng hình ảnh quá cao, tuy nhiên việc thử nghiệm này khiến anh không hài lòng khi cảm thấy rằng "Bạn đã tạo ra những khuôn mặt giả tạo vô cảm. [...] Vì vậy, tất cả các con đường dường như dẫn tôi trở lại với [việc sử dụng] kỹ xảo hình ảnh." Các công ty kỹ xảo làm việc cho dự án bao gồm Mill Film và MPC, hai công ty con của Technicolor SA. Để hỗ trợ, các diễn viên thực hiện diễn xuất trong bộ đồ chuyên để quay motion capture với các chấm theo dõi được vẽ trên trang phục và khuôn mặt của họ. Phần lông mèo được thực hiện bằng phương pháp số hóa, pha trộn với khuôn mặt thật của các diễn viên.
Các công việc quan trọng về kỹ xảo cho Cats: Những chú mèo đã được thực hiện tại MPC Vancouver, vốn trước đó từng là nơi thực hiện lại phần kỹ xảo hình ảnh cho tác phẩm Nhím Sonic. Một báo cáo của The Daily Beast tiết lộ quá trình sản xuất của tác phẩm gặp khá nhiều khó khăn, trong đó một số nguồn tin cho biết các nhân viên đã làm việc 80–90 giờ mỗi tuần để thử nghiệm và hoàn thành phần hiệu ứng trước ngày phát hành, còn Hooper thì luôn gửi cho nhân viên những email phỉ báng công việc cũng như xúc phạm họ trong các buổi họp. Điều này trở nên phức tạp hơn do Hooper vốn không quen với quy trình thực hiện hiệu ứng hình ảnh và hoạt hình nói chung. Đội ngũ kỹ xảo đã dành sáu tháng chỉ để sản xuất đoạn trailer dài hai phút, và bốn tháng để hoàn thành toàn bộ 110 phút của bộ phim. Phần kỹ xảo của phim đã được hoàn thành chỉ vài giờ trước thời điểm công chiếu.
Tại Giải Oscar lần thứ 92, Corden và Wilson – hai diễn viên vào vai nhân vật Bustopher Jones và Jennyanydots – đã chế giễu phần CGI của tác phẩm trong lúc giới thiệu hạng mục Hiệu ứng hình ảnh xuất sắc nhất. Hành động này nhận được nhiều lời chỉ trích từ đội ngũ kỹ xảo của bộ phim, với nhiều người trong số họ đã bị sa thải sau khi công ty MPC Vancouver bị đóng cửa, cũng như bị lên án bởi Hiệp hội Hiệu ứng Hình ảnh, một tổ chức đại diện cho ngành công nghiệp kỹ xảo hình ảnh của Hoa Kỳ.

### Âm nhạc
Phần âm nhạc của phim do Andrew Lloyd Webber sáng tác với sự giúp đỡ của nhà sản xuất Greg Wells. Các bản thu âm được tạo ra một phần tại phòng thu Abbey Road Studios với sự đóng góp của Dàn nhạc Giao hưởng London. Wells cũng tự mình chơi một số loại nhạc cụ, bao gồm trống, đàn organ ống và guitar bass. Chưa đầy hai tháng trước ngày phim dự kiến ra rạp, phần âm nhạc trong phim vẫn đang trong quá trình thực hiện.
Album nhạc phim mang tựa đề Cats: Highlights from the Motion Picture Soundtrack với tổng độ dài 59 phút được hãng Polydor Records phát hành quốc tế và Republic Records phát hành tại Mỹ vào ngày 20 tháng 12 năm 2019. Bài hát "Beautiful Ghosts" do Taylor Swift trình bày được phát hành dưới dạng đĩa đơn từ album nhạc phim vào ngày 15 tháng 11 năm 2019.

## Phát hành
Bộ phim được công chiếu ra mắt tại Alice Tully Hall ở Lincoln Center tại Thành phố New York vào ngày 16 tháng 12 năm 2019 và được phát hành rạp tại Anh Quốc và Hoa Kỳ vào ngày 20 tháng 12 năm 2019. Tại Việt Nam, tác phẩm được khởi chiếu từ ngày 24 tháng 12 năm 2019.

### Lỗi CGI và phát hành bản vá
Bản phát hành ban đầu của Cats: Những chú mèo có nhiều lỗi và trục trặc CGI, chẳng hạn như một cảnh trong đó bàn tay con người đang đeo nhẫn cưới của Judi Dench thay vì bàn chân mèo của nhân vật Old Deuteronomy. Sau khi nhận những ý kiến đánh giá không thuận lợi, Universal đã gửi thông báo tới các rạp chiếu phim vào ngày khởi chiếu rằng một gói cập nhật của Digital Cinema Package với "một số hiệu ứng hình ảnh được cải thiện" sẽ có sẵn để tải xuống vào ngày 22 tháng 12, đồng thời thúc giục phía các nhà rạp thay thế bản phim hiện tại càng sớm càng tốt. Các giám đốc điều hành của hãng phim và chủ rạp chiếu phim cho biết từ trước tới nay "chưa từng có" bộ phim nào đã phát hành rộng rãi được quyết định phát hành lại với phiên bản vá lỗi.

### Phương tiện tại gia
Cats: Những chú mèo được phát hành dưới định dạng phim số vào ngày 17 tháng 3 năm 2020 và dưới các định dạng đĩa vật lý Blu-ray và DVD vào ngày 7 tháng 4 tại Hoa Kỳ. Bộ phim được phát hành vào ngày 29 tháng 4 năm 2020 tại Úc và ngày 1 tháng 6 năm 2020 tại Anh Quốc.

## Đón nhận

### Doanh thu phòng vé
Cats: Những chú mèo thu về 27,2 triệu USD chỉ tính riêng tại thị trường Mỹ và Canada và 47,4 triệu USD tại các quốc gia và vùng lãnh thổ khác, đưa tổng mức doanh thu toàn cầu lên tới 74,6 triệu USD, so với kinh phí sản xuất bộ phim là 95 triệu USD. Deadline Hollywood ước tính phim đã lỗ 113,6 triệu USD.
Tại thị trường Mỹ và Canada, Cats: Những chú mèo dự kiến thu về 15–20 triệu USD trong dịp cuối tuần ra mắt. Universal hy vọng rằng bộ phim sẽ thu hút đối tượng khán giả là những phụ nữ trẻ, đi theo phản ứng ngược lại với Star Wars: Skywalker trỗi dậy, và nhấn mạnh sự tham gia diễn xuất của Taylor Swift trong quá trình tiếp thị; tuy nhiên, Swift lại không quảng bá bộ phim đến người hâm mộ của cô nhiều vì cô chỉ xuất hiện trong một bài hát duy nhất. Sau khi phim thu về 2,6 triệu USD trong ngày đầu tiên công chiếu, bao gồm 550.000 USD thu về từ suất chiếu sớm đêm thứ Năm, thì con số doanh thu ước tính cho Cats: Những chú mèo đã giảm xuống còn 7 triệu USD. Sau ba ngày cuối tuần ra mắt, tác phẩm thu về 6,5 triệu USD, đứng thứ tư về doanh thu phòng vé tuần công chiếu. Số liệu kém được cho là do sự đón nhận tiêu cực của các đoạn trailer, đánh giá kém từ giới chuyên môn và việc tác phẩm phải cạnh tranh với Star Wars: Skywalker trỗi dậy. Phim thu về 4,8 trong dịp cuối tuần thứ hai công chiếu, và tổng cộng 8,7 triệu USD nếu tính cả năm ngày nghỉ Giáng sinh, về thứ tám trên bảng xếp hạng doanh thu phòng vé. Tới dịp cuối tuần thứ ba, tác phẩm thu về 2,6 triệu USD, giữ vị trí thứ mười về doanh thu phòng vé tuần đó.

### Đánh giá chuyên môn
Trên hệ thống tổng hợp kết quả đánh giá Rotten Tomatoes, phim nhận được 19% lượng đồng thuận dựa theo 326 bài đánh giá, với điểm trung bình là 3,9/10. Các chuyên gia của trang web nhất trí rằng, "Mặc dù có dàn diễn viên đình đám nhưng bộ phim chuyển thể Cats: Những chú mèo lại là một sai lầm nghiêm trọng khiến hầu hết người xem phải nài nỉ để được giải thoát khổ ải này." Trên trang Metacritic, phần phim đạt số điểm 32 trên 100, dựa trên 51 nhận xét, chủ yếu là những nhận xét tiêu cực. Lượt bình chọn của khán giả trên trang thống kê CinemaScore cho phần phim điểm "C+" trên thang từ A+ đến F, trong khi đó trang PostTrak cho biết 30% số khán giả cho phim phản hồi tích cực, cùng với đánh giá 0,5 trên 5 sao.

### Giải thưởng
| Giải thưởng                   | Ngày                | Hạng mục                                                                | Đề cử | Kết qua   |
| ----------------------------- | ------------------- | ----------------------------------------------------------------------- | --- | --------- |
| Giải Dorian                   | 2020                | Campiest Flick of the Year                                              | Cats: Những chú mèo | Đoạt giải |
| Giải Quả cầu vàng             | 5 tháng 1 năm 2020  | Ca khúc trong phim hay nhất                                             | "Beautiful Ghosts" – Taylor Swift và Andrew Lloyd Webber | Đề cử     |
| Giải Golden Schmoes           | 2019                | Phim điện ảnh tệ nhất năm                                               | Cats: Những chú mèo | Đoạt giải |
| Giải Mâm xôi vàng             | 16 tháng 3 năm 2020 | Phim dở nhất                                                            | Debra Hayward, Tim Bevan, Eric Fellner và Tom Hooper | Đoạt giải |
| Giải Mâm xôi vàng             | 16 tháng 3 năm 2020 | Đạo diễn tồi nhất                                                       | Tom Hooper | Đoạt giải |
| Giải Mâm xôi vàng             | 16 tháng 3 năm 2020 | Diễn viên nữ chính tồi nhất                                             | Francesca Hayward | Đề cử     |
| Giải Mâm xôi vàng             | 16 tháng 3 năm 2020 | Nam diễn viên phụ tồi nhất                                              | James Corden | Đoạt giải |
| Giải Mâm xôi vàng             | 16 tháng 3 năm 2020 | Nữ diễn viên phụ tồi nhất                                               | Judi Dench | Đề cử     |
| Giải Mâm xôi vàng             | 16 tháng 3 năm 2020 | Nữ diễn viên phụ tồi nhất                                               | Rebel Wilson | Đoạt giải |
| Giải Mâm xôi vàng             | 16 tháng 3 năm 2020 | Kết hợp màn ảnh tồi nhất                                                | Bất kỳ hai quả cầu lông nửa mèo/nửa người nào | Đoạt giải |
| Giải Mâm xôi vàng             | 16 tháng 3 năm 2020 | Kết hợp màn ảnh tồi nhất                                                | Jason Derulo và "chỗ phình ra" bằng CGI của anh | Đề cử     |
| Giải Mâm xôi vàng             | 16 tháng 3 năm 2020 | Kịch bản tồi nhất                                                       | Lee Hall và Tom Hooper (dựa trên vở nhạc kịch Cats của Andrew Lloyd Webber, vốn lại được dựa trên tuyển tập thơ Old Possum's Book of Practical Cats của T. S. Eliot) | Đoạt giải |
| Giải Golden Reel              | 2020                | Thành tựu đột phá trong biên tập âm thanh – Nhạc kịch cho phim điện ảnh | John Warhurst, Nina Hartstone, Victor Chaga, Cecile Tournesac và James Shirley                                                                                       | Đề cử     |
| Giải Grammy                   | 14 tháng 3 năm 2021 | Ca khúc nhạc phim hay nhất                                              | "Beautiful Ghosts" – Taylor Swift và Andrew Lloyd Webber | Đề cử     |
| Giải Huading                  | 2020                | Bài hát nhạc phim chủ đề quốc tế xuất sắc nhất                          | "Beautiful Ghosts" – Taylor Swift và Andrew Lloyd Webber | Đề cử     |
| Giải Nickelodeon Kids' Choice | 2 tháng 5 năm 2020  | Diễn viên phim điện ảnh được yêu thích                                  | Taylor Swift | Đề cử     |